# RE/MAX
RE/MAX es una organización internacional de bienes raíces. Fue fundada en 1973 por David y Gail Liniger en Denver, Colorado, y sigue siendo propiedad de sus fundadores.
RE/MAX, abreviatura de Real Estate Maximums, es una empresa inmobiliaria internacional de origen estadounidense que opera a través de un sistema de franquicia. En 2021, RE/MAX tenía más de 140.000 agentes en 8.000 oficinas. RE/MAX opera en unos 110 países.
La empresa es propietaria de varias de sus propias franquicias regionales, además de supervisar la concesión de licencias y franquicias. 
RE/MAX Internacional recoge las cuotas mensuales y anuales de sus agentes que actúan como contratistas independientes que trabajan bajo los propietarios de las agencias.

## Historia

### Historia temprana 1970–1976
RE/MAX fue fundada en enero de 1973 por Dave Liniger y Gail Main (que luego se casó con Liniger y se convirtió en Gail Liniger). La empresa se estableció con un concepto de comisión máxima, lo que significa que los agentes mantendrían casi todas sus comisiones y pagarían a su corredor una parte de los gastos de oficina, en lugar de pagarle a su corredor una parte de la comisión de cada venta, que es común en bienes raíces residenciales. En 1975, Dennis Curtin compró la primera franquicia RE/MAX fuera de Colorado, en Kansas City, Misuri. La empresa creció a 100 franquicias en dos años. RE/MAX celebró su primera convención en Las Vegas en 1976, que se convirtió en un evento anual. 

### Expansión internacional e introducción del globo aerostático: 1977–1998
RE/MAX Ltd. Canadá fue fundada por Michael E. Hagel, de Vancouver BC, abrió su primera oficina fuera de los Estados Unidos en Calgary , Canadá en 1977.  En 1978, el globo aerostático rojo, blanco y azul se convirtió en el logotipo oficial. En 1981 la empresa tenía 30 franquicias en Canadá. 
En 1994, la empresa se expandió fuera de Norteamérica con el establecimiento de RE/MAX Europa, en España y le siguieron las regionales de Alemania, Italia,  y Sudáfrica. RE/MAX se expandió a Australia y Nueva Zelanda en 1996. 
En noviembre de 1994, se lanzó la red de satélites RE/MAX (RSN) en los EE. UU.  
En 1998, Liniger intentó el primer vuelo en globo tripulado alrededor del mundo en un globo de gas estratosférico. El vuelo fue cancelado debido a problemas de diseño y meteorológicos.

### Liderazgo Activo: años 2000
A principios de la década de 2000 se produjeron más avances. La red lanzó una división de casas de lujo, The REMAx Collection, y RSN evolucionó hasta convertirse en RE/MAX University. El ritmo del crecimiento internacional se aceleró, especialmente en América del Sur. Desafortunadamente, el colapso inmobiliario de Estados Unidos y la crisis económica global que comenzaron en 2007 llevaron a la industria inmobiliaria a su período más desafiante en décadas. No es sorprendente que Dave Liniger y otros líderes de RE/MAX buscaran soluciones de manera agresiva. El enfoque que surgió: soluciones para ayudar a las familias a evitar la ejecución hipotecaria. Liniger y los demás trabajaron incansablemente para abogar por un proceso de venta corta simplificado que eliminara obstáculos y retrasos frustrantes. Trabajaron con importantes prestamistas, se reunieron con altos funcionarios gubernamentales y ayudaron a capacitar a los agentes. El resultado: RE/MAX creó la fuerza de ventas más grande de la industria de agentes inmobiliarios capacitados y conocedores que pueden ayudar a familias con dificultades en una situación inmobiliaria problemática.

## Filantropía
En 1992, RE/MAX se convirtió en patrocinador de Children's Miracle Network .  La empresa organiza subastas de arte, organiza torneos de golf y fomenta las actividades de recaudación de fondos de los agentes.
En 2002, la compañía se convirtió en patrocinador de los eventos Race For The Cure de la Fundación Susan G. Komen para el cáncer de mama en los Estados Unidos [cita requerida]. 
Las oficinas locales utilizan globos aerostáticos para programas educativos y recaudaciones de fondos de organizaciones sin fines de lucro.

## Reconocimiento
La Universidad RE/MAX ha aparecido en las 125 principales organizaciones estadounidenses de la revista Training en reconocimiento al desarrollo de los empleados. 

## Controversias
En Argentina, la Inspección General de Justicia (IGJ) definió que la red de franquicias inmobiliarias RE/MAX y/o RE/MAX Argentina SRL es ilícita y ordenó el inicio de la acción judicial de disolución y liquidación de la empresa establecida en la Argentina. 
La empresa no se presentó en ningún momento ante la citación de la Inspección General de Justicia de la Nación (IGJ) para que efectuara su descargo ante la denuncia y presentación de pruebas del Colegio Ùnico de Corredores Inmobiliarios de la Ciudad de Buenos Aires (CUCICBA) en febrero de 2020. 
En cambio, la empresa si salió a rechazar la denuncia mediaticamente por distintos medios de comunicación (radiales, TV y diarios) por considerarla "infundada" y remarcó que continuaría trabajando normalmente a pesar de la gravísima situación.
RE/MAX Argentina SRL inició una apelación judicial de la resolución de la IGJ que ordenó su inmediata liquidación y disolución, iniciándose la causa el 8 de octubre de 2020.
Como última novedad en el expediente que se viene tramitando en la justicia desde aquella fecha, la Inspección General de Justicia solicitó con fecha 2 de julio de 2021 que se tenga por contestado en tiempo y forma el traslado conferido de la apelación y solicita al Tribunal que desestime la apelación articulada y confirme en todas sus partes la resolución IGJ Nº 350/2020, objeto de la misma; con costas.
En consecuencia, la IGJ entendió que la entidad estadounidense "ejerce indirectamente el corretaje inmobiliario eludiendo la legislación local, que establece imperativamente requisitos para esa actividad y se beneficia a través de Remax Argentina SRL, participando de las comisiones de las operaciones inmobiliarias intermediadas por los numerosos subfranquiciados, más allá de que esas participaciones pudieran aparecer ficticiamente calificadas como regalías o concepto similar, contributivo del uso de la marca Remax".

### Sentencia
24 de Mayo de 2022 
Cámara Nacional de Apelaciones en lo Comercial. Ciudad Autónoma de Buenos Aires
Magistrados: Miguel F. Bargalló (Por sus fundamentos) - Ángel O. Sala - Hernán Monclá
Id SAIJ: FA22130008

#### Sumario
Corresponde dejar sin efecto la Resolución N° 350 de la Inspección General de Justicia que dispuso la inmediata promoción de la acción judicial de disolución y liquidación, prevista por el art. 19 de la Ley 19.550, contra una S.R.L. de negocios inmobiliarios, dado que la IGJ carece de facultades de supervisión de la actividad de una sociedad de responsabilidad limitada como la que la ley sí le asigna de modo expreso respecto de las sociedades por acciones.
La IGJ interpuso recurso de queja e inició juicio y querella penal contra los jueces que dejaron sin efecto la Resolución N° 350 exponiendo que la sala E ha violentado la división de poderes invadiendo esferas propias de la competencia del Estado Nacional ejercidas por intermedio de esta IGJ al vetar actos administrativos –como lo es toda orden que el Inspector General de Justicia de la Nación dirige a sus departamentos, como ser en el caso, la dirigida al Departamento de Asuntos Judiciales a los efectos de que este último inicie acciones judiciales- que aún no han causado estado, insuficientes para ser invocados y fundar un agravio, ya que tal cuestión no es susceptible de debate jurisdiccional, siendo garantía constitucional el acceso a la justicia
La IGJ interpone queja por recurso extraordinario federal denegado.
Excma. Corte Suprema de Justicia de la Nación:
Por último la IGJ solicita VI. 
PETITORIO:
Por todo lo expuesto a los Sres. Ministros de la Corte Suprema de Justicia de la Nación solicito:
Tenga a esta IGJ por presentada, por parte y por interpuesta en legal y debida forma la Queja por Recurso Extraordinario Federal denegado y por constituido los domicilios físico y electrónico. Por adjunta la documental que ilustra esta queja y la Previsión Presupuestaria respectiva.
Atento a los fundamentos expuestos, se declare procedente la Queja ordenando un nuevo pronunciamiento, en el que se revoque el decisorio apelado con costas, o bien, conf. art. 16 de la Ley 48, resuelva sobre el fondo de la cuestión revocando la resolución de la Sala E de la Excma. Cámara Comercial, confirmando los actos administrativos dejados sin efecto por el Tribunal A-quo, con costas.
A la fecha (28-7-2024) no se ha resuelto el tema de fondo en cuanto a la ilegalidad de la franquicia y a su orden de disolución y liquidación y se encuentra por resolverse en la Corte Suprema de Justicia de la Nación ya habiendo pasado por Secretaría Judicial N° 1 y VOLACIAS N° 3 y N° 4